# Ovod (film, 1980)
Pour les articles homonymes, voir Ovod.
Pour plus de détails, voir Fiche technique et Distribution.
Ovod (Овод) est un drame historique soviétique réalisé par Nikolaï Machtchenko et sorti en 1980. 
Il s'agit d'une adaptation du roman Le Taon (Овод, Ovod en russe) de Ethel Lilian Voynich, paru en 1897.

## Synopsis
Le film traite de la relation dramatique entre un père et son fils. La toile de fond est la lutte des patriotes italiens contre l'occupant autrichien pour l'unification et l'indépendance de l'Italie.
Épisode 1Pamiat (litt. « Le Souvenir »)
Arthur Burton, fils d'un riche armateur anglais de la ville de Livourne, s'intéresse sérieusement aux idées révolutionnaires visant à unifier l'Italie et à la libérer de l'oppression autrichienne. Le frère aîné d'Arthur, James, et sa femme Julia détestent ouvertement Arthur, et la seule personne proche de lui devient le recteur du séminaire et son mentor, l'évêque Montanelli. Par la volonté des circonstances, Arthur est brièvement emprisonné, et lorsqu'il en sort, il se dispute sérieusement avec son amie et âme sœur Gemma. Le soir même, alors qu'il rentre chez lui, il apprend d'une Julia en colère que son père est en fait Montanelli. Arthur décide alors de se cacher en Amérique du Sud et de simuler sa propre mort....
Épisode 2Gemma
Arthur retourne en Italie sous le nom de Felice Rivares, qui se fait connaître pour ses pamphlets qu'il signe du nom Ovod (litt. « Le Taon »), connu pour son intolérance à l'égard de l'Église catholique. Il y retrouve Gemma, mais celle-ci ne reconnaît pas en lui, blessé et mûri, l'ancien Arthur, et lui-même n'est pas désireux de lui révéler son secret. Malgré quelques contradictions, Ovod et Gemma commencent à préparer un soulèvement armé dans la région papale. Au cours d'un de ses voyages d'affaires, Ovod, déguisé en voyageur, rencontre dans la cathédrale son père Montanelli, qui est déjà devenu cardinal et qui est fermement convaincu de la mort d'Arthur. Dans la cathédrale, Ovod est arrêté par les gardes et envoyé en prison....
Épisode 3Otets i syne (litt. « Père et fils »)
Les amis d'Ovod tentent d'organiser son évasion de prison, qui est perturbée par une soudaine attaque de la maladie chronique d'Ovod. Montanelli lui rend visite dans sa cellule pour un entretien spirituel, mais Ovod ne veut faire aucun compromis et exprime constamment son aversion pour Montanelli. Il finit par révéler son secret au cardinal, mais refuse d'accepter l'aide du prêtre. Bientôt, Ovod est abattu, Montanelli devient fou et meurt d'un cœur brisé au cours d'un office dans la cathédrale....

## Fiche technique
- Titre original : Овод[1], Ovod
- Réalisation : Nikolaï Machtchenko
- Scénario : Valeri Frid (ru), Iouli Dounski (ru), d'après le roman Le Taon (The Gadfly) d'Ethel Lilian Voynich, paru en 1897
- Photographie : Sergueï Stasenko
- Montage : Aleksandra Goldabenko
- Décors : Lidia Baïkova, Anatoli Dobroleja, Lioudmila Raïko, Viatcheslav Zaïtsev
- Société de production : studio Dovjenko, Luch, Gosteleradio
- Pays d'origine :  Union soviétique
- Langue originale : russe
- Format : couleurs - 1,33:1 - Son mono
- Genre : drame historique
- Durée : 210 minutes
- Dates de sortie :
  - Union soviétique : 3 novembre 1980

## Distribution
- Andreï Kharitonov : Arthur Burton / Felice Rivares / Ovod (litt. « Le Taon »)
- Anastasia Vertinskaïa : Gemma Warren
- Sergueï Bondartchouk : Cardinal Lorenzo Montanelli, le vrai père d'Arthur
- Ada Rogovtseva : Julie Burton, l'épouse de James Burton
- Konstantin Stepankov : colonel autrichien